# 아리안 모아이드

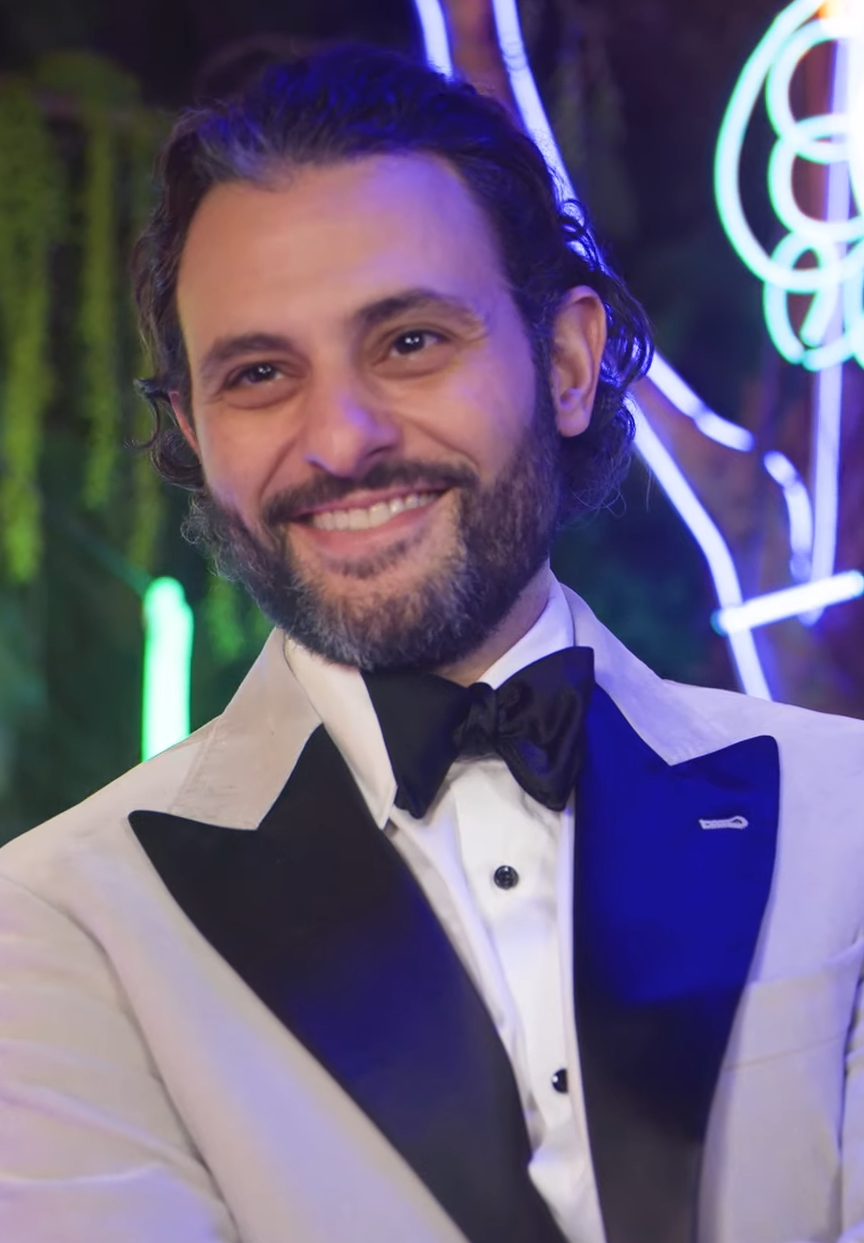

아리안 모아이드(Arian Moayed, 1980년 4월 15일 ~ )는 미국의 영화 감독, 배우, 작가, 연극 배우, 텔레비전 배우, 각본가이다.
일리노이주에서 태어났다.

## 방송
- 석세션 시즌2
- 마담 세크리터리 시즌5
- 마담 세크리터리 시즌3
- 빌리브